# I miti (The Alan Parsons Project)
I miti è una raccolta del gruppo progressive rock britannico The Alan Parsons Project, pubblicata nell'ottobre del 2004 dalla BMG Ricordi ed Arista Records.

## Descrizione
La raccolta contiene una selezione di dieci tra i migliori brani del The Alan Parsons Project, fondato da Alan Parsons ed Eric Woolfson.
La quantità di brani estratti da ogni album è la seguente:
- 2 da I Robot del 1977
- 2 da The Turn of a Friendly Card del 1980
- 2 da Eye in the Sky del 1982
- 2 da Ammonia Avenue del 1984
- 2 da Vulture Culture del 1985

Nella raccolta vi sono due brani strumentali.

## Tracce[1]
Testi e musiche di Eric Woolfson e Alan Parsons; edizioni musicali Arista Records.
1. Eye in the Sky (Eye in the Sky - 1982) – 4:35 – Voce: Eric Woolfson
2. Prime Time (Ammonia Avenue - 1984) – 5:03 – Voce: Eric Woolfson
3. Don't Answer Me (Ammonia Avenue - 1984) – 4:13 – Voce: Eric Woolfson
4. Let's Talk About Me (Vulture Culture - 1985) – 4:22 – Voce principale: David Paton
5. I Robot (I Robot - 1977) – 6:02 – Strumentale
6. I Wouldn't Want to Be Like You (I Robot - 1977) – 3:23 – Voce: Lenny Zakatek
7. The Turn of a Friendly Card (The Turn of a Friendly Card - 1980) – 2:43 – Voce: Chris Rainbow
8. The Gold Bug (The Turn of a Friendly Card - 1980) – 4:27 – Strumentale
9. Vulture Culture (Vulture Culture - 1985) – 5:21 – Voce: Lenny Zakatek
10. Old and Wise (Eye in the Sky - 1982) – 4:52 – Voce: Colin Blunstone

Durata totale: 45:01